# Žunovica
Žunovica (en cyrillique : Жуновница) est un village de Bosnie-Herzégovine. Il est situé dans la municipalité de Hadžići, dans le canton de Sarajevo et dans la fédération de Bosnie-et-Herzégovine. Selon les premiers résultats du recensement bosnien de 2013, il compte 467 habitants.

## Démographie

### Évolution historique de la population
| 1948 | 1953 | 1961  | 1971 | 1981 | 1991 | 2013 |
| ---- | ---- | ----- | ---- | ---- | ---- | ---- |
| -    | -    | 1 016 | 829  | 484  | 540  | 467  |

|  |

### Communauté locale
En 1991, la communauté locale de Žunovica comptait 3 318 habitants, répartis de la manière suivante :